# Zoológico de Lahore
El Zoológico de Lahore (en punyabí: لہور چڑیا گھر; en urdú: لاہور چڑیا گھر) se encuentra en Punjab, Pakistán y fue establecido en 1872, siendo uno de los zoológicos más grandes en el sur de Asia. En la actualidad está administrado por el Departamento de Vida Silvestre y Parques del Gobierno de Pakistán. Hoy en día el zoológico alberga una colección de cerca de 1380 animales de 136 especies. El Zoológico de Lahore fue el anfitrión de la quinta conferencia anual de SAZARC (Asociación de zoológicos de Asia Meridional para la Cooperación Regional) en 2004. 
Se cree que Zoológico de Lahore es el tercero o cuarto más antiguo en el mundo. Ya que el Zoológico de Viena de Austria, fundado en 1752 como una casa de fieras, se abrió al público como un parque zoológico en 1779. El Zoológico de Londres de Inglaterra, establecida en 1828, se abrió al público en 1847. El parque zoológico de Alipore de la India, establecida en algún momento del siglo XIX, se abrió al público como un parque zoológico en 1876.
El zoológico de Lahore cuenta con alrededor de 1280 árboles de 71 especies. Muchas de las especies exóticas tienen paneles de información para promover la educación.